# The Shaggs
The Shaggs var et pop/rock-pigeband fra New Hampshire, USA, der blev dannet i  Fremont, New Hampshire i 1968. Bandet bestod af søstrene Dorothy "Dot" Wiggin (vokal/lead guitar), Betty Wiggin (baggrundsvokal/rytmeguitar), Helen Wiggin (trommer) og senere Rachel Wiggin (bas). I perioder var deres bror Austin Jr. og nevø Robert også med på vokal

## Medlemmer
- Dorothy "Dot" Wiggin – vokal, guitar (1968–1975, 1999, 2017)
- Betty Wiggin – guitar, vokal (1968–1975, 1999, 2017)
- Helen Wiggin – trommer (1968–1975)
- Rachel Wiggin – basguitar (1969–1975)
- Austin Wiggin Jr.  – vokal (1973)
- Robert Wiggin – vokal (1973)

## Diskografi

### Studiealbums
- Philosophy of the World (oprindeligt udgivet: Third World Records, TCLP 3001, 1969) (genudgivet: Red Rooster/Rounder 3032, 1979)

### Opsamlingsalbum
- Shaggs' Own Thing (Red Rooster/Rounder 1982)
- The Shaggs (albummet indeholder både Philosophy Of The World og Shaggs' Own Thing) (Rounder Records 1988)

### Singler
- "My Pal Foot Foot / Things I Wonder" (Fleetwood FL 4584, 1969, credited as the Shags)

### Hyldestalbums
- Better than the Beatles – A Tribute to the Shaggs (2001)

### Various artists compilations
- Songs in the Key of Z – The Curious Universe of Outsider Music (2000)